# Zygophlebius leoninus
Zygophlebius leoninus is een insect uit de familie van de Psychopsidae, die tot de orde netvleugeligen (Neuroptera) behoort. 
Zygophlebius leoninus is voor het eerst wetenschappelijk beschreven door Navás in 1910.